# تپه بمپور
تپه بمپور مربوط به هزاره ۳و۲ قم است و در بمپور، انتهای خیابان امام جعفر صادق واقع شده و این اثر در تاریخ ۱۷ اسفند ۱۳۸۱ با شمارهٔ ثبت ۷۷۰۷ به‌عنوان یکی از آثار ملی ایران به ثبت رسیده است.